# Condado de Victoria (Austrália Ocidental)

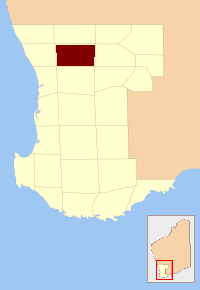
Localização do condado de Victoria dos 26 condados da Austrália Ocidental

O Condado de Victoria foi um dos vinte e seis condados da Austrália Ocidental que foram designados em 1829. Foi nomeado após a Princesa Alexandrina Victoria de Kent, de 1827 segunda na linha ao trono. Corresponde aproximadamente à seção noroeste do Avon Land (distrito) que constitui a base para os títulos de terra na área.